# Jimmy Hamilton

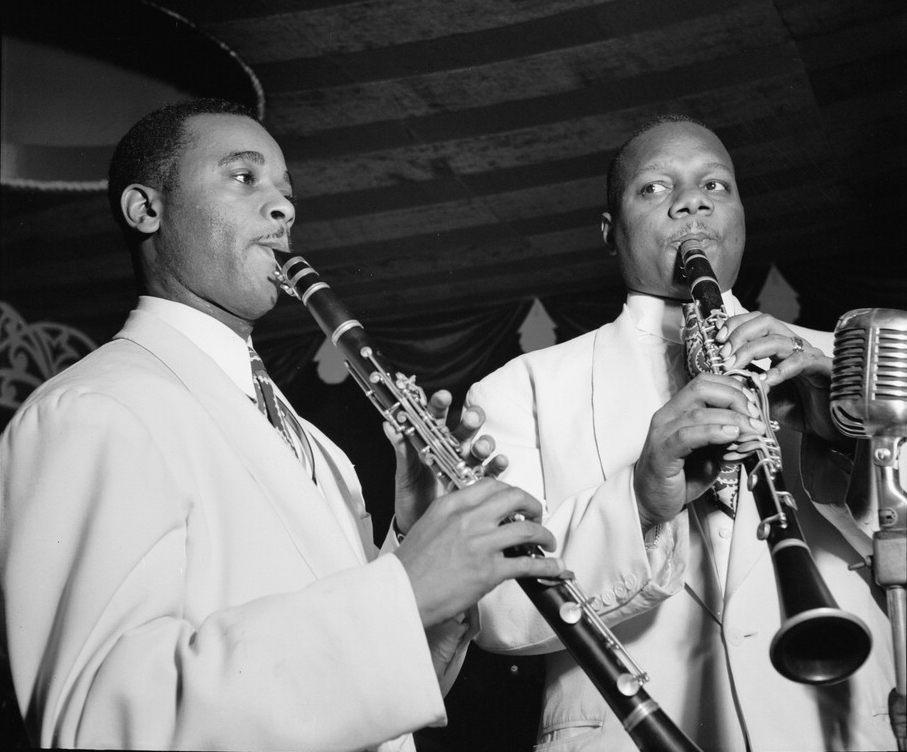
J. Hamilton y Harry Carney.

Jimmy Hamilton (25 de mayo de 1917 - 20 de septiembre de 1994) fue un músico de jazz estadounidense, clarinetista, saxofonista tenor, compositor y maestro musical, conocido sobre todo por su trabajo con Duke Ellington.
Hamilton nación en Dillon (Carolina del Sur) y creció en Filadelfia. Tras aprender a tocar el piano y otros instrumentos musicales en la década de 1930 comenzó a tocar en bandas locales antes de decantarse por el clarinete y el saxofón. En 1939 tocó con Lucky Millinder, Jimmy Mundy y Bill Doggett, uniéndose al sexteto de Teddy Wilson en 1940. Después de dos años con Wilson se unió a Eddie Heywood y Yank Porter.
En 1943 sustituyó a Barney Bigard en la orquesta Duke Ellington, con la que permaneció hasta 1968. Su estilo era muy diferente como clarinetista y saxofón, siendo mucho más fluido y correcto con el clarinete. Escribió algunas obras propias durante su tiempo con Ellington.
Después de dejar la orquesta Ellington tocó y compuso de forma independiente antes de viajar en la década de 1970 a las Islas Vírgenes de los Estados Unidos para dar clases de música, aunque regresó ocasionalmente a los Estados Unidos para participar en varios conciertos. Tras retirarse de la enseñanza continuó actuando con varios grupos en 1989-1990.
Hamilton murió en Saint Croix en 1994.

## Discografía
- 1954: Jimmy Hamilton Orchestra (Jazz Kings)
- 1955: Jimmy Hamilton (Urania)
- 1960: Swing Low Sweet Clarinet (Everest)
- 1961: It's About Time (Swingville)
- 1961: Can't Help Swinging (Prestige)
- 1985: Rediscovered Live at the Buccaneer (Who's Who in Jazz)
- 1991: Jimmy Hamilton & the New York Jazz Quintet (Fresh Sound)
- 1997: Sweet but Hot (Drive Archive)
- 1999: Jazz in July: at the Lafayette Club (Hambone Records)
- 1999: Live at the Bucaneer (Jazz Time)